# Vương Giáo Thành
Vương Giáo Thành (tiếng Trung: 王教成; sinh tháng 12 năm 1952) là Thượng tướng Quân Giải phóng Nhân dân Trung Quốc (PLA). Ông từng giữ chức vụ Ủy viên Ban Chấp hành Trung ương Đảng Cộng sản Trung Quốc khóa XVIII, Tư lệnh Quân khu Thẩm Dương, sau khi Trung Quốc cải cách quân đội vào tháng 2 năm 2016, ông được bổ nhiệm làm Tư lệnh đầu tiên của Chiến khu Nam bộ Quân Giải phóng Nhân dân Trung Quốc phụ trách địa bàn Biển Đông và giữ cương vị này đến tháng 1 năm 2017.

## Tiểu sử
Vương Giáo Thành sinh tháng 12 năm 1952 tại Hàng Châu, tỉnh Chiết Giang, ông là người Lai An, tỉnh An Huy. Tháng 2 năm 1969, ông gia nhập Quân Giải phóng Nhân dân Trung Quốc. Tháng 1 năm 1970, ông được kết nạp vào Đảng Cộng sản Trung Quốc. Ông tốt nghiệp chuyên ngành chỉ huy quân sự tại Học viện Chỉ huy Lục quân và tốt nghiệp khoa cơ bản tại Đại học Quốc phòng Trung Quốc. Vương Giáo Thành trưởng thành từ chiến sĩ kinh qua các chức vụ Tiểu đội trưởng, Trung đội trưởng, Phó Khoa trưởng rồi Khoa trưởng khoa tác chiến huấn luyện Sư đoàn. Năm 1983, ông giữ chức Trung đoàn trưởng thuộc Quân đoàn 60. Năm 1987, ông được bổ nhiệm làm Tham mưu trưởng Sư đoàn thuộc Tập đoàn quân 12, Quân khu Nam Kinh. Năm 1988, ông đảm nhiệm chức Trưởng ban Huấn luyện, Phó Tư lệnh của Căn cứ Huấn luyện Tam Giới (三界), Quân khu Nam Kinh.
Năm 1994, ông được bổ nhiệm giữ chức Trưởng ban Quân huấn Bộ Tư lệnh Quân khu Nam Kinh. Tháng 9 năm 1999, ông được bổ nhiệm làm Phó Tư lệnh Tập đoàn quân 12, Quân khu Nam Kinh. Tháng 3 năm 2001, ông được điều chuyển giữ chức Phó Tham mưu trưởng Quân khu Nam Kinh. Tháng 7 năm 2005, Vương Giáo Thành được bổ nhiệm làm Tư lệnh Tập đoàn quân 12, Quân khu Nam Kinh. Tháng 12 năm 2007, ông được thăng chức Phó Tư lệnh Quân khu Nam Kinh.
Tháng 10 năm 2012, Vương Giáo Thành được bổ nhiệm giữ chức vụ Tư lệnh Quân khu Thẩm Dương, thay cho Thượng tướng Trương Hựu Hiệp. Ngày 14 tháng 11 năm 2012, tại Đại hội Đảng Cộng sản Trung Quốc lần thứ 18, ông được bầu làm Ủy viên Ban Chấp hành Trung ương Đảng Cộng sản Trung Quốc khóa XVIII.
Ngày 1 tháng 2 năm 2016, Chủ tịch Quân ủy Trung ương Tập Cận Bình tuyên bố giải thể 7 đại Quân khu gồm Bắc Kinh, Thẩm Dương, Tế Nam, Nam Kinh, Quảng Châu, Lan Châu và Thành Đô để thiết lập lại thành 5 Chiến khu, là Chiến khu Đông, Chiến khu Bắc, Chiến khu Nam, Chiến khu Tây và Chiến khu Trung ương; Vương Giáo Thành được bổ nhiệm giữ chức vụ Tư lệnh Chiến khu Nam bộ Quân Giải phóng Nhân dân Trung Quốc. Tháng 1 năm 2017, Phó Đô đốc Hải quân Viên Dự Bách, Tư lệnh Hạm đội Bắc Hải đã được bổ nhiệm làm Tư lệnh Chiến khu Nam bộ thay thế Vương Giáo Thành.

## Lịch sử thụ phong quân hàm
| Quân hàm |             |             | Thượng tướng |  |  |  |  |  |  |  |  |
| Cấp bậc  | Thiếu tướng | Trung tướng | Thượng tướng |  |  |  |  |  |  |  |  |
|          |             |             |              |  |  |  |  |  |  |  |  |